# Catedral de San Francisco Javier (Geraldton)
La Catedral de San Francisco Javier o simplemente Catedral de Geraldton (en inglés: St Francis Xavier Cathedral) es el principal lugar de culto católico en la ciudad de Geraldton, Australia, y la sede del obispado de la diócesis de Geraldton.
Los trabajos de construcción de la catedral comenzaron el 20 de junio de 1916. La primera etapa terminó con la construcción de la nave y las torres gemelas, coronadas por dos cúpulas, y fue terminada en 1926. El edificio fue inaugurado formalmente el 28 de agosto de 1938. 